# ملعب 11 نوفمبر
ملعب 11 نوفمبر هو ملعب متعدد الاستخدام يقع في لواندا، أنغولا, يتسع ل50000 متفرج. تم الانتهاء من تشيده في عام 2010 واستضاف مباريات كأس الأمم الأفريقية 2010 بالمشاركة مع ثلاثة ملاعب أخرى، وأيضا استضاف ملعب 11 نوفمبر نهائي البطولة.

## روابط إضافية
- Venue information (بالبرتغالية)
- Stadium information